# Psychoda apennata
Psychoda apennata är en tvåvingeart som beskrevs av Satchell 1953. Psychoda apennata ingår i släktet Psychoda och familjen fjärilsmyggor. Inga underarter finns listade i Catalogue of Life.